# Simca Sevitame
La Simca Sevitame est un prototype de moto tout-terrain conçu pour l'Armée française à la fin des années 1930. Jugée favorablement par l'Armée, elle est adoptée en 1939 mais la production de série, menée par SIMCA au début de la Seconde Guerre mondiale, se révèle un échec et elle est abandonnée après la sortie des exemplaires de pré-série début 1940.

## Historique
L'histoire de SEVITAME (société d'exploitation de véhicules issus de la technique automobile moderne économique) est étrange. En effet, cette marque ne fut créée, à la demande du service technique des armées[réf. nécessaire], que pour produire un seul modèle. 
Le premier prototype, avec une cylindrée de 280 cm3 sort en 1937 et est présenté à la commission de Vincennes en 1938. Le moteur est amélioré et un second prototype, désigné SEVITAME B et doté d'une cylindrée de 330 cm3 est présenté en octobre de la même année. Le modèle est adopté en 1939. La SIMCA reçoit une commande de 3 000 exemplaires à livrer à partir de début 1940.
Les exemplaires de pré-série se révèlent décevants. Le prototype Peugeot TT112 se révèle bien supérieur lors de sa présentation en janvier 1940 et la SIMCA a de nombreuses autres commandes à honorer. La SIMCA-SEVITAME est donc abandonnée. Seuls, entre une dizaine et quinzaine d'exemplaires roulèrent. Une part des prototypes est sabotée par le personnel après la réquisition de l'usine par les Allemands, quelques-uns iront sur le Front de l'Est pour y être testés et seulement deux ou trois exemplaires ont survécu à la guerre dont un visible en 2006.

## Caractéristiques
Cette moto, imaginée en 1935, utilisait un grand nombre d'innovations.
Le moteur, conçu par un ingénieur des Arts et Métiers du nom de Marcel Violet (transfuge de chez Alcyon[réf. souhaitée]), est un bicylindre en ligne de 250 (puis 330 cm3) deux temps très silencieux, dont la particularité est d'avoir des pistons travaillant « tête en bas ». Sur la plupart des moteurs actuels, le cylindre est vertical et le vilebrequin est placé sous celui-ci. Sur la Simca, le vilebrequin est en haut. D'autre part, la grande capacité d'huile (7 ou 8 litres) permet un bon refroidissement. Elle pouvait ainsi être utilisée par fortes chaleurs ou par grands froids sans craindre l'échauffement du moteur[réf. souhaitée]. L'huile servait en même temps au graissage des parties mécaniques.
Toute la partie mécanique est regroupée dans une protection en aluminium. Le cadre était démontable en trois parties, pour pouvoir être transporté facilement et discrètement. La suspension avant était tout aussi bizarre, puisqu'elle se faisait dans la colonne de direction[réf. souhaitée]. Le réservoir d'essence faisait office de garde-boue, il était installé sur la roue arrière. D'une capacité de 20 litres, il permettait une autonomie d'environ 500 kilomètres. La transmission finale se faisait par arbre, et on pouvait adapter une petite hélice au bout pour la propulser dans l'eau.
La moto dispose de trois vitesses, plus une quatrième dite "treuil" à grande démultiplication (43 pour 1 sur le type B).